# Elaphoidella denticulata
Elaphoidella denticulata is een eenoogkreeftjessoort uit de familie van de Canthocamptidae. De wetenschappelijke naam van de soort is voor het eerst geldig gepubliceerd in 1929 door Chappuis.